# توطئه (فیلم ۲۰۰۱)
توطئه (انگلیسی: Conspiracy) یک تله‌فیلم جنگی بریتانیایی به کارگردانی فرانک پیرسون دربارهٔ کنفرانس وانزه است که در سال ۲۰۰۱ منتشر شد.
فیلم‌نامهٔ این فیلم که با استفاده از متنِ اصلی گفتگوهای آن کنفرانس در سال ۱۹۴۲ نگاشته شده، به روان‌شناسی افسران حزب ناسیونال سوسیالیست کارگران آلمان می‌پردازد که در طراحی راه حل نهایی در پاسخ به مسئله یهود شرکت داشتند.

## بازیگران
- کنت برانا در نقش اس‌اس-اوبرگروپن‌فورر راینهارت هایدریش رئیس اداره اصلی امنیت رایش و معاون فرماندار بوهم و موراویا
- استنلی توچی در نقش اس‌اس-اوبراشتورمبانفورر آدولف آیشمن
- کالین فرث در نقش اس‌اس-بریگاده‌فورر ویلهلم اشتوکارت وزیر امور خارجه، وزارت کشور رایش
- ایان مک‌نیس در نقش اس‌اس-اوبرفورر گرهارد کلوپفر
- کوین مک‌نالی
- دیوید ترلفال
- یوان استوارت
- نیکلاس وودسان در نقش اس‌اس-گروپن‌فورر اتو هوفمان رئیس اداره اصلی نژاد و اسکان اس‌اس
- جاناتان کوی
- برندن کویل در نقش هاینریش مولر
- بن دنیلز در نقش یوزف بولر دبیرکل دولت عمومی لهستان اشغالی
- بارنابی کی در نقش اس‌اس-اشتورم‌بان‌فورر رودلف لانگه فرماندهٔ اس‌دی در لتونی
- اوون تیال در نقش رولاند فرایسلر
- پیتر سالیوان در نقش اس‌اس-اوبرفورر کارل ابرهارت شونگارت
- تام هیدلستون
- راس اوهنسی